# A.C. Milan w sezonie 1931/1932

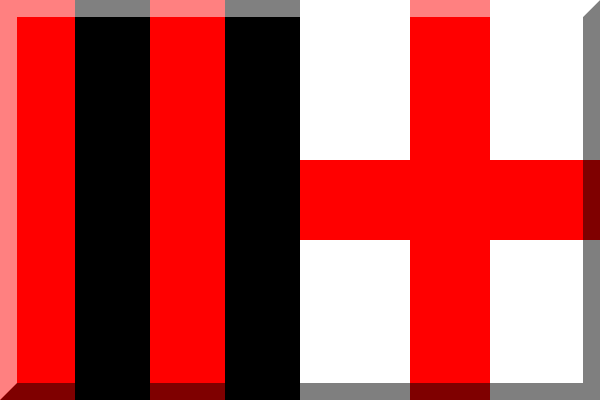
Klubowe barwy Milanu

Osiągnięcia piłkarskiego zespołu A.C. Milan w sezonie 1931/1932.

## Osiągnięcia
- Serie A: 4. miejsce

## Podstawowe dane
- Oficjalna nazwa klubu: Milan Football Club
- Siedziba klubu: Via G. Negri 8
- Boisko: San Siro
- Prezes klubu:  Mario Benazzoli
- Trener zespołu:  József Bánás
- Kapitan drużyny:  Mario Magnozzi II